# Panzerkampfwagen I

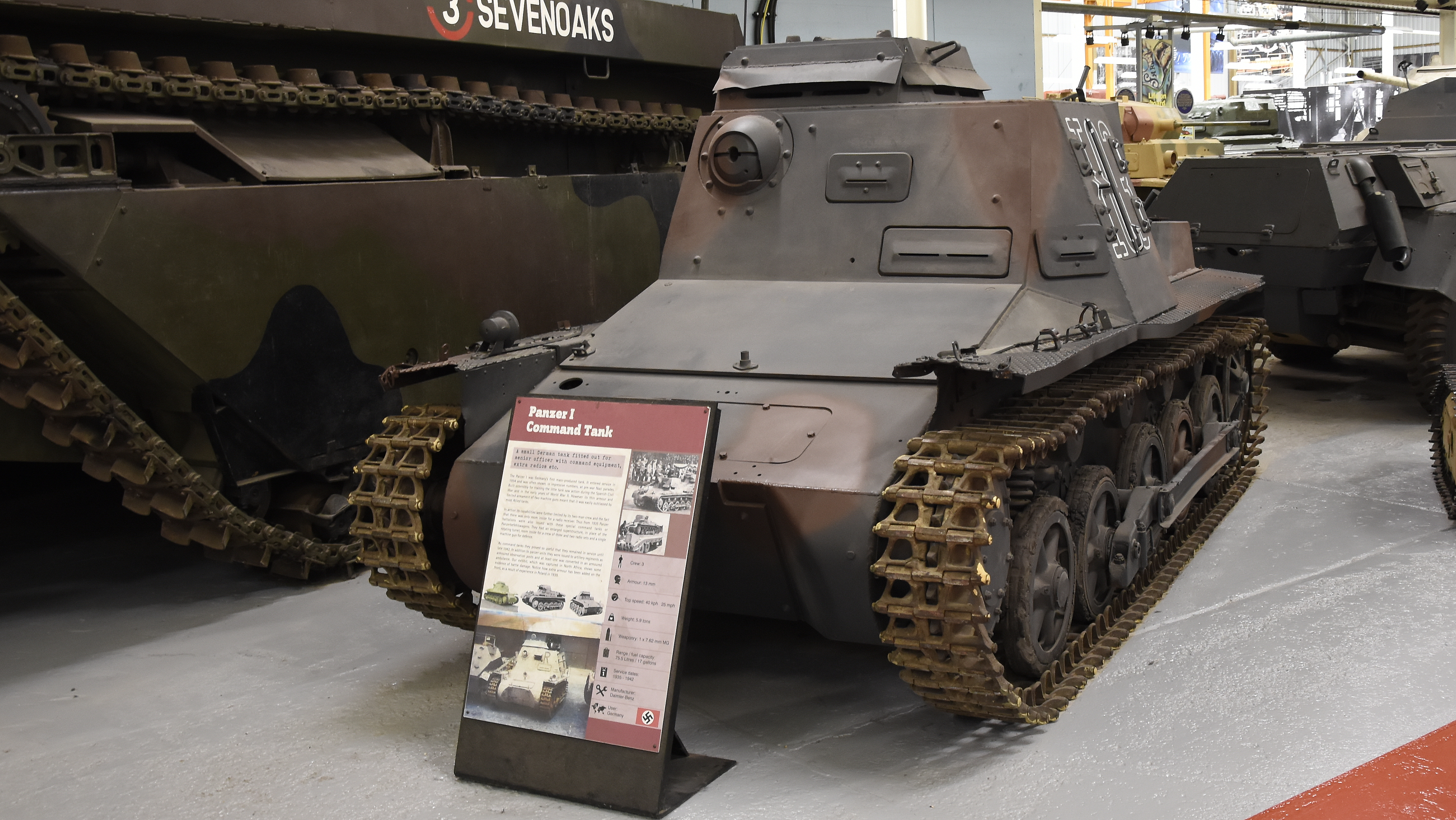
Panzerkampfwagen I commandantversie in The Tank Museum te Bovington Camp

De Panzerkampfwagen I, afgekort PzKpfw I, is een Duitse tank die in de Tweede Wereldoorlog werd gebruikt. Het is de eerste operationele Duitse tank van na de Eerste Wereldoorlog. Soms refereert men ook wel aan deze tank als Panzer I.
Er werden in totaal iets meer dan 1560 PzKpfw I-tanks gebouwd. Deze kleine tank was meer geschikt voor patrouille- of trainingsgebruik dan voor de echte strijd, waar de relatief zwakke bepantsering en lichte bewapening het zou afleggen tegen de zwaardere tanks van de geallieerden.

## Ontwikkelingsgeschiedenis
Eigenlijk was het Duitsland, op grond van het verdrag van Versailles, verboden om tanks te produceren. De ontwikkeling van de PzKpfw I werd dan ook doorgevoerd onder het mom van de productie van de Landwirtschaftlicher Schlepper (LaS) tractor. In 1932 vatte men het idee op voor een lichte tank (zo rond de 5 ton) die dienst zou kunnen doen om het leger te trainen. Rheinmetall, Krupp, Henschel, MAN en Daimler Benz kwamen alle met een voorstel, maar uiteindelijk werd in 1933 het ontwerp van Krupp verkozen. In het geheim hadden de Duitsers een Britse Carden Loyd tankette gekocht waarop men het chassis van de nieuwe LaS tank baseerde. In 1933 werd er besloten dat boven op het chassis van Krupp het bovenstel en de geschutskoepel van Daimler Benz geplaatst zou worden. Een jaar later presenteerde Heinz Guderian 15 exemplaren van de eerste versie van de tank, de PzKpfw I Ausführung A, aan Adolf Hitler. Naast Ausf. A werden er voor en gedurende de Tweede Wereldoorlog nog een aantal andere versies geproduceerd:
| Model   | Productieperiode          | Aantal geproduceerd | Bewapening                        | Motor                   |
| ------- | ------------------------- | ------------------- | --------------------------------- | ----------------------- |
| Ausf. A | juli 1934 - juni 1936     | 818                 | 2 × MG13 Dreyse (7,92 mm)         | 57 pk Krupp M305        |
| Ausf. B | augustus 1935 - juni 1937 | 675                 | 2 × MG13 Dreyse (7,92 mm)         | 100 pk Maybach NL 38 TR |
| Ausf. C | juli 1942 - december 1943 | 40                  | 20 mm EW141-kanon, MG34 (7,92 mm) | 150 pk Maybach HL 45 P  |
| Ausf. D | 1942-1943                 | Alleen prototype    | 20 mm EW141-kanon, MG34 (7,92 mm) | 180 pk Maybach HL 66 P  |
| Ausf. F | april 1942 - januari 1943 | 30                  | 2 × MG34 (7,92 mm)                | 150 pk Maybach HL 45 P  |

Waar het verschil tussen Ausf. A en B niet zo groot was (hoofdzakelijk een sterkere motor waardoor romp en loopwerk moesten worden verlengd) waren de nieuwere versies die in de jaren 40 gemaakt werden wél heel anders. Deze kregen meer bepantsering en werden veelal gebruikt ter ondersteuning van de infanterie. In feite ging het hier om geheel nieuwe types.

## Operationele geschiedenis

### Interbellum
Alhoewel de PzKpfw I nooit bedoeld was als gevechtstank, zou deze vanwege vertraging in de productie van de Panzerkampfwagen III en de lage kostprijs toch behoorlijk wat actie zien. Toen drie Duitse pantserdivisies in 1935 werden opgericht kregen ze hoofdzakelijk de PzKpfw I toegewezen. Toen waren alle tanks geconcentreerd in de eenheden van het onafhankelijke Tankkorps. In 1936 doorbraken de Wapens der Infanterie en Cavalerie dit monopolie. Uitbreiding van de tankeenheden zou voortaan voornamelijk moeten plaatsvinden door het oprichten van onafhankelijke pantserregimenten (op den duur te combineren in pantserbrigades) der Infanterie, die de Pz Kpw I ideaal vonden: zwaardere tanks waren overbodig. Eind 1938 werd door lobbywerk van Heinz Guderian - hij schreef een apart boek, Achtung:Panzer!, om Hitler te overtuigen - het beleid weer omgegooid; maar toen was er al een groot aantal van de te lichte tank gebouwd.
De Panzerkampfwagen I werd gebouwd in een snel productieproces. Een overzicht:
- 1 augustus 1935: 318 stuks afgeleverd;
- 1 januari 1936: 720 stuks, totaal
- 1 juni 1936: 1065 stuks, totaal
- 1 oktober 1936: 1212 stuks, totaal
- 1 mei 1937: 1411 stuks, totaal
- 1 oktober 1937: 1468 stuks, totaal

Toch was dit aantal nog altijd lager dan het plan uit 1936 om een totaal van 1718 stuks PzKpfw I te bouwen. De Spaanse Burgeroorlog, en meer bepaald de inzet in het Legioen Condor, markeert het gevechtsdebuut van de Panzer I. In totaal werden 106 stuks PzKpfw I ingezet aan het Spaanse front aan de zijde van Francisco Franco en de Nationalisten. Daar bleek echter dat de Sovjet tanks die aan Republikeinse zijde geleverd werden, de T-26 en de BT-5, superieur waren aan het Duitse ontwerp. In 1939 werden de meeste onafhankelijke pantserregimenten weer bij de infanteriekorpsen weggehaald en gebundeld in drie nieuwe pantserdivisies.

### Tweede Wereldoorlog
Bij Fall Weiss, de Poolse veldtocht op 1 september 1939, waren er 1445 PzKpfw I beschikbaar, waarvan er 1026 meteen ingezet werden en 260 in directe vervangingscompagnieën gereed stonden. De rest was materieelreserve. Ze waren ingedeeld bij de zeven pantserdivisies (inclusief de Panzer-Division Kempf, een ad hocformatie), de vier lichte divisies (der Cavalerie) en de twee pantserbrigades der Infanterie. Anders dan vaak beweerd wordt, was de PzKpfw I niet de meest gebruikte tank in deze veldtocht: 1151 Panzerkampfwagen II werden er meteen ingezet. Ook is het niet waar dat de relatieve verliezen bij deze tank hoger lagen dan bij zwaardere types. Er gingen er 89 totaal verloren; 51 andere wrakken konden door de fabriek herbouwd worden.
Op 1 januari 1940 was het aantal feitelijk ingedeelde PzKpfw I teruggelopen tot 838 stuks. Aan de aanval op Noorwegen op 9 april 1940 deden nog 29 stuks mee.
Bij operatie Fall Gelb, de aanval op Frankrijk in mei 1940, waren 1077 stuks PzKpfw I beschikbaar; 523 daarvan waren ingedeeld bij de, nu tien, pantserdivisies. De verliezen bedroegen 182 stuks PzKpfw I; 48 exemplaren werden in mei 1940 uit de materieelreserve beschikbaar gesteld. Door de eindelijk op gang komende productie van zwaardere tanktypen werd de lichte tank PzKpfw I uitgefaseerd einde 1940 begin 1941. 
Toen Erwin Rommel in maart 1941 naar Noord-Afrika gestuurd werd, gingen er 25 PzKpfw I mee. In de aanval op Joegoslavië op 6 april 1941 deden nog maar achttien PzKpfw I tanks mee, waarvan er zeven verloren gingen. Bij Operatie Barbarossa werden nog 337 PzKpfw I ingezet, 10,2% van het totale aantal tanks; daarvan waren er echter 195 Ladungsleger, tanks die waren omgebouwd om een explosieve lading bij kazematten te plaatsen. Dat jaar gingen 428 voertuigen in de strijd verloren. Op 1 januari 1942 waren nog 723 tanks beschikbaar. De bewapening en de bepantsering waren op dat ogenblik te zwak om op het slagveld nog een rol van betekenis te spelen. De eerdere versies werden daarom voor het overgrote deel omgebouwd of ingezet bij gelegenheden als parades of als trainingsvoertuigen voor de pantsermanschappen. Het belangrijkste deel van de terugloop tot 723 stuks werd veroorzaakt door conversies omdat de meeste wrakken geborgen werden en door de fabriek herbouwd. De latere versies zouden nog in de Sovjet-Unie en ook aan het Westfront in actie komen. De PzKpfw I is in kleine aantallen ook aan China en Hongarije geleverd.

## Varianten op dePanzerkampfwagen I
- PzKpfw I Ausf A - ohne Aufbau
- PzKpfw I Ausf A - Sd.Kfz. 101
- PzKpfw I Ausf A - Munitionsschlepper Sd.Kfz. 111
- PzKpfw I Ausf A - Brückenleger auf Fgst
- PzKpfw I Ausf A - Flammenwerfer
- PzKpfw Ia und Ib - Munitionsschlepper
- PzKpfw I Ausf B - Sd.Kfz. 101
- Sturmpanzer I
- Panzerjäger I
- Ladungsleger I
- Kleine Panzerbefehlswagen - Sd.Kfz. 265
- PzKpfw I Ausf C
- PzKpfw I Ausf F
- Sanitätskraftwagen I (Sd.Kfz. 265)

## Links en referenties
- Achtung Panzer! (Engels)
- Panzer page (Engels)